# Seleção Australiana de Basquetebol Feminino
A Seleção Australiana de Basquetebol Feminino é a equipe que representa a Austrália em competições internacionais. É mantida pela Federação Australiana de Basquetebol que também é conhecida por Basketball Australia, a qual é filiada à Federação Internacional de Basquetebol desde 1947. Apelidada por "Opals" em referência às opalas comuns no país, a seleção australiana é uma das mais fortes do basquetebol internacional, com um título mundial em 2006 e cinco medalhas olímpicas.

## Medalhas
- Jogos Olímpicos
  -  Prata (3): 2000, 2004 e 2008
  -  Bronze (2): 1996 e 2012

- Campeonato Mundial
  -  Ouro (1): 2006
  -  Bronze (3): 1998, 2002 e 2014

## Elenco Atual
| Austrália- Olimpíada de 2016 | Austrália- Olimpíada de 2016 | Austrália- Olimpíada de 2016 | Austrália- Olimpíada de 2016 | Austrália- Olimpíada de 2016 | Austrália- Olimpíada de 2016 |
| #                            | Pos.                         | Nome                         | Alt.                         | Nasc.                        | Clube                        |
| ---------------------------- | ---------------------------- | ---------------------------- | ---------------------------- | ---------------------------- | ---------------------------- |
| 4                            | SG                           | Tessa Lavey                  | 1,71m                        | 29/03/1983                   | Perth Lynx                   |
| 5                            | G                            | Leilani Mitchell             | 1,65m                        | 15/06/1985                   | Washington Mystics           |
| 6                            | C                            | Stephanie Talbot             | 1,86m                        | 28/11/1984                   | Gorzów Wlkp.                 |
| 7                            | SF                           | Penny Taylor (Capitã)        | 1,85m                        | 24/05/1981                   | Phoenix Mercury              |
| 8                            | C                            | Liz Cambage                  | 2,03m                        | 18/08/1991                   | Shanghai Boashan Dahua       |
| 9                            | PG                           | Natalie Burton               | 1,94m                        | 23/03/1989                   | Perth Lynx                   |
| 10                           | PF                           | Rachel Jarry                 | 1,86m                        | 06/12/1991                   | Basket Lattes                |
| 11                           | G                            | Laura Hodges                 | 1,90m                        | 13/12/1983                   | Adelaide Lightning           |
| 12                           | SG                           | Katie-Rae Ebzery             | 1,78m                        | 8/01/1990                    | Dynamo Moscow                |
| 13                           | G                            | Erin Phillips                | 1,73m                        | 23/06/1980                   | Dallas Wings                 |
| 14                           | C                            | Marianna Tolo                | 1,96m                        | 2/07/1989                    | Canberra Capitals            |
| 15                           | F                            | Cayla George                 | 1,94m                        | 1/10/1989                    | UNIQA Sopron                 |
| Técnico                      | Técnico                      | Técnico                      | Técnico                      | Técnico                      | Brendan Joyce                |